# Robert Stoller
Robert Jesse Stoller (* 15. Dezember 1925 in Crestwood, New York; † 6. September 1991 in Pacific Palisades, Kalifornien) war ein US-amerikanischer Psychiater und Psychoanalytiker. Er lehrte als Professor der Psychiatrie an der University of California, Los Angeles.
Stoller ist bekannt für seine Theorien, die die Entwicklung der Geschlechtsidentität und die Dynamik der sexuellen Erregung betreffen.

## Leben
Robert Stoller war das dritte Kind eines Industriemanagers. Die Familie zog nach New York City, wo Stoller die High School besuchte und 1941 ein Medizinstudium an der Columbia University begann. Stoller leistete im Zweiten Weltkrieg Wehrdienst und wurde 1948 an der University of California in San Francisco promoviert. 1951 verpflichtete er sich für die Luftwaffe im Korea-Krieg, die ihm eine psychiatrische Ausbildung gewährte und ihn als Psychiater auf einem Luftwaffenstützpunkt einsetzte. Nach der Entlassung zog Stoller 1954 nach Los Angeles. Dort gehörte er ab 1955 zum Lehrkörper der University of California. Stoller kam am 6. September 1991 bei einem Autounfall in seinem Wohnort Pacific Palisades ums Leben. Stoller war mit der Ärztin Sybil White verheiratet, sie hatten vier Kinder.

## Bücher

### Sex und Gender
In Sex und Gender (1968) artikulierte Stoller seine Ablehnung von Freuds Überzeugung von der biologischen Bisexualität. Damit geriet er in Gegensatz zur Lehre Sigmund Freuds und zur organisierten psychoanalytischen Gemeinschaft. Er wandte sich auch gegen die operative „Geschlechtsumwandlung“ mit der Begründung, sie sei in Wirklichkeit keine Umwandlung des Geschlechts, sondern eine für die Klienten mit vielen, oft lebenslangen Problemen verbundene äußerliche Angleichung des Körpers an die gefühlte Geschlechtsidentität. Gewissenlose Ärzte würden damit viel Geld verdienen.
Gestützt auf seine ausgedehnten Forschungen an Transsexuellen und auf neue Erkenntnisse in der Sexualwissenschaft legte er seine Überzeugung von einer „primären Femininität“ dar, d. h. eine anfängliche Orientierung des Zellgewebes und später der psychologischen Identität auf eine (bei Jungen zunächst vorläufige) feminine Entwicklung. Diese frühe, konfliktfreie Phase trage zu einer weiblichen Kernidentität sowohl bei Jungen als auch bei Mädchen bei, bis bei den Jungen eine männliche Kraft präsent werde, die den Jungen dazu dränge, die symbiotische Beziehung mit der Mutter zu überwinden.
Stoller identifizierte drei Komponenten bei der Herausbildung der psychischen Geschlechtsidentität, die ein angeborenes und unwandelbares Empfinden von Männlichkeit oder Weiblichkeit sei:
- biologische und hormonelle Einflüsse
- die sexuelle Zuweisung von der Geburt an (durch die Hebamme, die Eltern und das Standesamt)
- psychosoziale Umwelteinflüsse mit ähnlichen prägenden Effekten.

Stoller behauptete, dass die Bedrohung der Gender-Identität einer Bedrohung der Selbstidentität entspreche und das Individuum zu deren Verteidigung zwinge, mit Reaktionen, innerpsychischen Mechanismen und unbewussten Strategien, die zum Teil als Perversionen bekannt sind.
1968 trug Stoller wesentlich dazu bei, das Konzept des „Sex und Gender“ zu prägen, das zwischen biologisch vorgegebenem Geschlecht und Geschlechterrolle unterscheidet. Dabei orientierte er sich an den Lehren von Sigmund Freud, der ebenfalls mit der Psychoanalyse die Entstehung einer Geschlechtsidentität zu erklären versuchte.

„Geschlechtsidentität (gender identity) beginnt mit dem Wissen und dem Bewusstsein, ob bewusst oder unbewusst, dass man einem Geschlecht (sex) angehört und nicht dem anderen. Geschlechtsrolle (gender role) ist das äußerliche Verhalten, welches man in der Gesellschaft zeigt, die Rolle, die man spielt, insbesondere mit anderen Menschen.“

Obwohl Stoller die späteren Erkenntnisse der Endokrinologie und der Hirnforschung zur embryonalen Entwicklung der Geschlechtsidentität nicht kennen konnte, nahm seine Theorie bereits vieles davon vorweg, musste sich bei der Erklärung der Ursachen für die sexuellen Identitätsstörungen aber auf die nach der Geburt auftretenden Konflikte beschränken.

### Perversion: die erotische Form von Hass
In seinem bekanntesten Beitrag Perversion. Die erotische Form von Hass (Orig. 1975, deutsche Übersetzung 1979), der als ein Standardwerk zu dem immer noch wenig beforschten Thema der tiefenpsychologischen Ursachen neurotischen Hasses gilt, baut Stoller seine Theorie von der inneren Dynamik der sexuellen Perversion weiter aus.
Stoller vertritt die Ansicht, dass Perversionen als Form später Rache ein Ausdruck unbewusster Aggression gegen eine Person seien, die in irgendeiner Form die Kernidentität des Kindes bedrohte.

„Ich bin […] zu der Auffassung gelangt, daß Perversion aus dem Versuch entsteht, Bedrohungen der eigenen Geschlechtsidentität, das heißt, des Bewußtwerdens von Männlichkeit und Weiblichkeit, zu bewältigen […].“

### Sexual Excitement
In seinem Buch Sexual Excitement (deutsch: Sexuelle Erregung) aus dem Jahr 1979 findet Stoller dieselbe perverse Dynamik in jeder sexuellen Erregung in einem Kontinuum von offener Aggression bis hin zu subtilen Phantasien am Werk. Indem er die unbewussten Phantasien und nicht das Verhalten ins Auge fasst, zeigt Stoller einen gangbaren Weg auf, die mentale Dynamik der Sexualität zu analysieren. Stoller bezeichnet die verschiedensten Formen sexueller Erregung moralisch wertneutral als „Erotik“. Die Homosexualität betrachtet er als einen zwar geschlossenen Komplex gesellschaftlich seinerzeit meist nicht akzeptierter und daher konfliktbeladener Verhaltensweisen mit ähnlichen innerpsychischen und psychosozialen Ursachen, aber eher als eine Palette von Lebensstilen, so verschieden wie Heterosexualität.

## Schriften
- Sex and Gender: On the Development of Masculinity and Femininity. Science House, New York City 1968.
- Splitting: A Case of Female Masculinity. Quadrangle, New York 1973.
- Perversion. Die erotische Form von Hass (= Bibliothek der Psychoanalyse). 3. durchgesehene Auflage. Psychosozial-Verlag, Gießen 2014, ISBN 978-3-8379-2391-9 (englisch: Perversion. The erotic Form of Hatred. New York 1975. Übersetzt von Maria Poelchau).
- Sexual Excitement. Dynamics of Erotic Life. Pantheon, New York 1979.
- Observing the Erotic Imagination. Yale University Press, New Haven 1985.
- mit Gilbert Herdt: Intimate communications: erotics and the study of culture. Columbia University Press, New York 1990.
- Porn. Myths for the Twentieth Century. Yale University Press, New Haven 1991 (beruht auf Interviews mit Akteuren der Pornoindustrie).
- mit Ira S. Levine: Coming Attractions: The Making of an X-Rated Video. Yale University Press, New Haven 1993.